# Grodzisko (powiat łęczycki)
Grodzisko – wieś w Polsce położona w województwie łódzkim, w powiecie łęczyckim, w gminie Świnice Warckie. W latach 1975–1998 miejscowość należała administracyjnie do województwa konińskiego. 
Pierwsza wzmianka o Grodzisku pochodzi z 1301 r., lecz zarówno nazwa wsi jak i usytuowanie kościoła na pagórku otoczonego mokrymi łąkami świadczą o istnieniu tu wczesnośredniowiecznego grodziska. Wieś była własnością Chebdów h. Pobóg z Niewiesza. To oni ufundowali tu drewnianą świątynię wzmiankowaną w 1462 r. Obecny kościół w stylu późnego renesansu zbudowany w 1612 r. fundował Jan Rudnicki h. Lis, kasztelan sieradzki. Jest to budowla z cegły – orientowana, jednonawowa, otynkowana i oszkarpowana. Od zachodu dobudowana jest kruchta. Zachowały się dwa portale z piaskowca: pierwszy ozdabia główne wejście,(obecnie w kruchcie) ujęty dwiema kolumienkami z łacińskim napisem o charakterze dewocyjnym na nadprożu. W narożach tego portalu - dwa aniołki. Przy wejściu gotycka kropielnica. Drzwi stanowią przykład zachowanej późnorenesansowej stolarki, okucia i zamki są kowalskiej roboty i pochodzą z 1 poł. XVII w. Drugi portal ozdabia przejście z nawy do zakrystii i został przebudowany w 1909 r. Ołtarz główny barokowy z końca XVII w. z obrazem MB z Dzieciątkiem z pocz. XIX w. Dwa ołtarze boczne rokokowe z rzeźbami św.św. Izydora, Walentego, Rocha i Kazimierza. Wystrój chóru muzycznego, chrzcielnica, ze sceną Chrztu Chrystusa i rzeźba Chrystusa Zmartwychwstałego – rokokowe. W tym samym stylu wykonano ławki dla wiernych. Zachowały się dwa portrety z 1620 r. braci: Jana z Rudnik Rudnickiego – fundatora kościoła i Szymona, który był biskupem warmińskim, przemalowane w 1793 r. przez Filipa Cieślewskiego; ramy z herbami: Paparona, Grzymała, Lis i Rola. Jest również płyta nagrobna Franciszka Moszkowskiego, zm. w 1822 r. Na uwagę zasługują: późnogotycka monstrancja wieżyczkowa z pocz. XVI w. i pasy – kontuszowy z XVII w. oraz perski, a także barokowy kocioł muzyczny.
Przez wiele lat, na przełomie XX i XXI w., proboszczem Grodziska był poeta ks. Andrzej Szymaniak.

## Zabytki
Według rejestru zabytków Narodowego Instytutu Dziedzictwa na listę zabytków wpisany jest obiekt:
- kościół parafialny pw. świętych Piotra i Pawła, 1612-20, nr rej.: 491 z 2.08.1967

Miejscowy cmentarz uwieczniła w swoich utworach Maria Konopnicka mieszkająca w pobliskim Gusinie. Na nekropolii grodziskiej pochowano żołnierzy niemieckich poległych w 1914 r. w Operacji Łódzkiej oraz Karola Kozaneckiego (1792–1851) – właściciela i dziedzica Zbylczyc; Jana barona Stokowskiego (1806–1853); Tadeusza Oksza-Orzechowskiego (lat 50 – zginął tragicznie 8 września 1939 r.) – właściciela Zbylczyc; Ludwikę z Hannequinnów Huisson (zm. w 1864 r.) – wdowę po „pułkowniku Kom: Wojsk, b. Wojsk Polskich”.